# Gouvernement Édouard Herriot (2)
Troisième République
Gouvernement Aristide Briand X Gouvernement Raymond Poincaré IV
Le deuxième gouvernement Édouard Herriot est un gouvernement français de la Troisième République qui a duré deux jours, du 19 juillet 1926 au 21 juillet 1926.
Les socialistes ne pardonnent pas à Herriot d'avoir provoqué la chute du gouvernement Briand (qui est républicain-socialiste). Ils refusent à leur tour d'accorder leur confiance au gouvernement qui doit démissionner. Les radicaux se rallient à la droite, et les socialistes entrent dans l'opposition. C’est la fin du Cartel des gauches.

## Composition
| Portefeuille                                                                                       | Titulaire | Titulaire              | Parti |
| -------------------------------------------------------------------------------------------------- | --------- | ---------------------- | ----- |
| Président du Conseil Ministre des Affaires étrangères                                              |           | Édouard Herriot        | PRRRS |
| Ministres                                                                                          |           |                        |       |
| Ministre de la Justice                                                                             |           | Maurice Colrat         | PRDS  |
| Ministre des Finances                                                                              |           | Anatole de Monzie      | PRSSF |
| Ministre de la Guerre                                                                              |           | Paul Painlevé          | PRSSF |
| Ministre de l'Instruction publique et des Beaux-Arts                                               |           | Édouard Daladier       | PRRRS |
| Ministre de l'Intérieur                                                                            |           | Camille Chautemps      | PRRRS |
| Ministre de la Marine                                                                              |           | René Renoult           | PRRRS |
| Ministre du Commerce et de l'Industrie                                                             |           | Louis Loucheur         | RI    |
| Ministre des Travaux publics                                                                       |           | André Hesse            | PRRRS |
| Ministre de l'Agriculture                                                                          |           | Henri Queuille         | PRRRS |
| Ministre des Colonies                                                                              |           | Adrien Dariac          | PRDS  |
| Ministre du Travail, de l'Hygiène, de l'Assistance et des Prévoyances Sociales                     |           | Louis Pasquet          | PRRRS |
| Ministre des Pensions                                                                              |           | Georges Bonnet         | PRRRS |
| Sous-secrétaires d’État                                                                            |           |                        |       |
| Sous-secrétaire d’État à la Présidence du Conseil et aux Affaires étrangères                       |           | Albert Milhaud         | PRRRS |
| Sous-secrétaire d’État aux Finances                                                                |           | Paul Jacquier          | PRRRS |
| Sous-secrétaire d’État au Trésor                                                                   |           | Paul Morel             | RI    |
| Sous-secrétaire d'État aux Régions Libérées                                                        |           | Henri Maître           | PRSSF |
| Sous-secrétaire d’État à la Guerre                                                                 |           | Jacques-Louis Dumesnil | PRRRS |
| Sous-secrétaire d’État à l'Enseignement technique                                                  |           | Gaston Bazile          | PRRRS |
| Sous-secrétaire d’État aux Travaux publics chargé de l'Aéronautique et des Transports Aériens      |           | Barthélemy Robaglia    | PRDS  |
| Sous-secrétaire d’État aux Travaux publics chargé des Ports, de la Marine Marchande et de la Pêche |           | André Mallarmé         | PRSSF |